# 2019-es MotoE-világkupa
A 2019-es MotoE-szezon a MotoE-világkupa legelső szezonja volt. A bajnokság július 7-én indult Németországban, és november 17-én ért véget Valenciában. A kategória sajátossága, hogy a résztvevők elektromos motorkerékpárokkal vesznek részt a futamokon.

## Versenynaptár
Márciusban egy a Circuito Permanente de Jerez versenypályán rendezett teszt során leégett a bázis, amelyben a motorokat tárolták. A baleset során senki sem sérült meg, azonban az összes motorkerékpár megsemmisült. A további tervezett tesztek később, júniusban zajlottak le. A csúszás következtében az első két fordulót törölték, emiatt a szezon legelső versenyét Németországban rendezték meg.
| Forduló | Időpont        | Nagydíj                                                 | Helyszín                                                | Pályarajz |
| ------- | -------------- | ------------------------------------------------------- | ------------------------------------------------------- | --------- |
|         | Május 5.       | Gran Premio Red Bull de Espana                          | Circuito Permanente de Jerez, Jerez de la Frontera      |           |
|         | Május 19.      | Monster Energy Grand Prix de France                     | Le Mans Bugatti, Maine                                  |           |
| 1       | Július 7.      | GoPro Motorrad Grand Prix Deutschland                   | Sachsenring, Hohenstein-Ernstthal                       |           |
| 2       | Augusztus 11.  | NeroGiardini Motorrad Grand Prix von Österreich         | Red Bull Ring, Spielberg                                |           |
| 3       | Szeptember 14. | Gran Premio TIM di San Marino e della Riviera di Rimini | Misano World Circuit Marco Simoncelli, Misano Adriatico |           |
| 4       | Szeptember 14. | Gran Premio TIM di San Marino e della Riviera di Rimini | Misano World Circuit Marco Simoncelli, Misano Adriatico |           |
| 5       | November 16.   | Gran Premio Motul de la Comunitat Valenciana            | Circuit Ricardo Tormo, Valencia                         |           |
| 6       | November 17.   | Gran Premio Motul de la Comunitat Valenciana            | Circuit Ricardo Tormo, Valencia                         |           |

## Csapatok és versenyzők

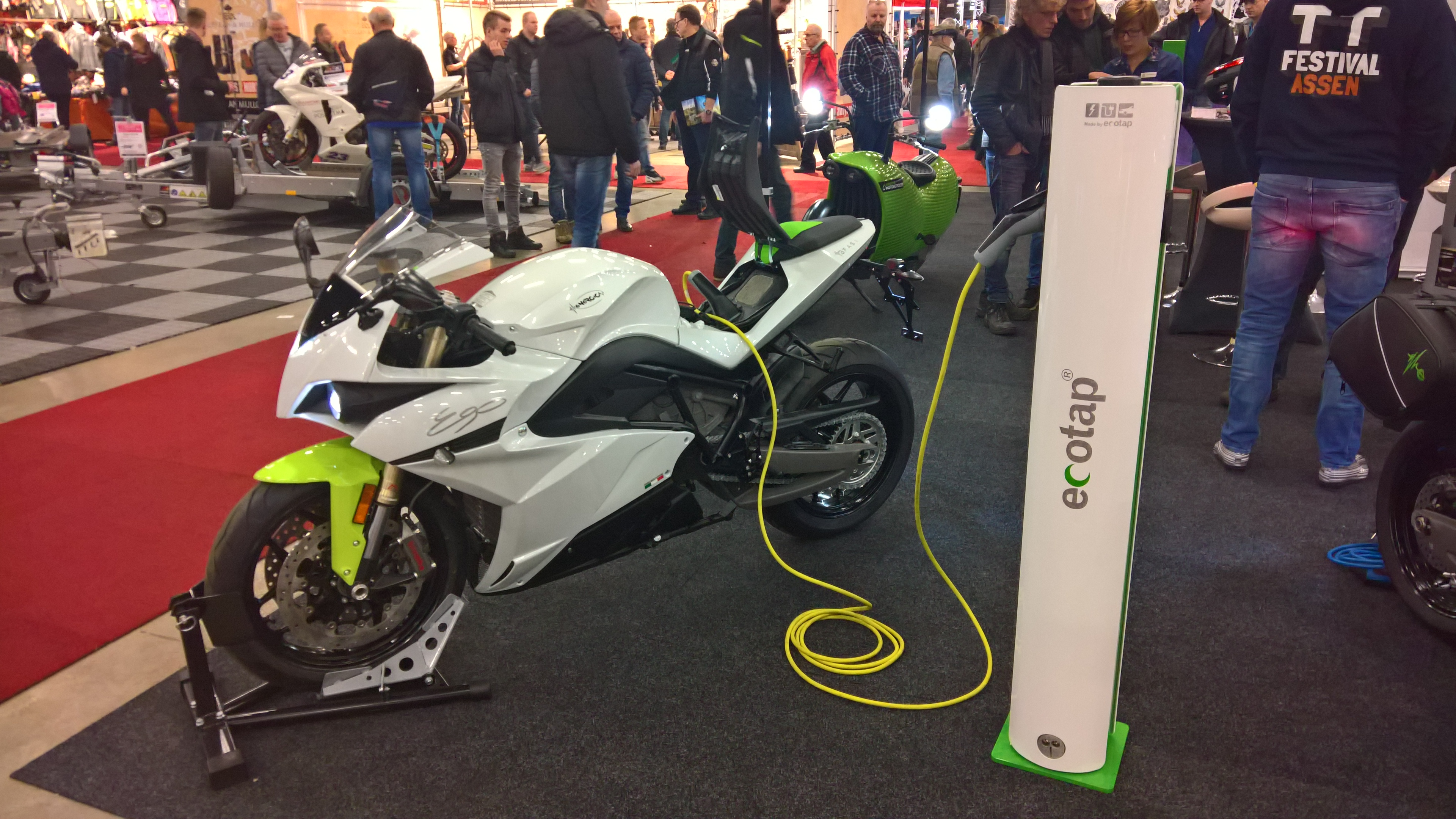
Energica Ego

Az összes részvevő a Energica Ego Corsa motorral teljesíti a szezont.
| Csapat                      | Rajtszám | Versenyző        | Forduló |
| --------------------------- | -------- | ---------------- | ------- |
| Ajo MotoE                   | 44       | Lucas Mahias     | 5–6     |
| Ajo MotoE                   | 66       | Niki Tuuli       | Összes  |
| Avintia Esponsorama Racing  | 10       | Xavier Siméon    | Összes  |
| Avintia Esponsorama Racing  | 51       | Eric Granado     | Összes  |
| Dynavolt Intact GP          | 2        | Jesko Raffin     | Összes  |
| EG 0,0 Marc VDS             | 63       | Mike di Meglio   | Összes  |
| Join Contract Pons 40       | 15       | Sete Gibernau    | Összes  |
| LCR E-Team                  | 7        | Niccolò Canepa   | Összes  |
| LCR E-Team                  | 14       | Randy de Puniet  | Összes  |
| Octo Pramac MotoE           | 5        | Alex de Angelis  | Összes  |
| Octo Pramac MotoE           | 16       | Joshua Hook      | Összes  |
| One Energy Racing           | 38       | Bradley Smith    | Összes  |
| Ongetta SIC58 Squadra Corse | 27       | Mattia Casadei   | Összes  |
| Openbank Ángel Nieto Team   | 6        | María Herrera    | Összes  |
| Openbank Ángel Nieto Team   | 18       | Nicolás Terol    | Összes  |
| Tech3 E-Racing              | 4        | Héctor Garzó     | Összes  |
| Tech3 E-Racing              | 78       | Kenny Foray      | Összes  |
| Trentino Gresini MotoE      | 11       | Matteo Ferrari   | Összes  |
| Trentino Gresini MotoE      | 32       | Lorenzo Savadori | Összes  |

| Magyarázat              | Magyarázat |
| ----------------------- | ---------- |
| Hivatalos versenyző     |            |
| Szabadkártyás versenyző |            |
| Helyettes versenyző     |            |

## A szezon menete
| Verseny | Hivatalos név        | Pole-pozíció    | Leggyorsabb kör | Győztes versenyző | Győztes csapat             | Listavezető    | Előny | Összefoglaló |
| ------- | -------------------- | --------------- | --------------- | ----------------- | -------------------------- | -------------- | ----- | ------------ |
| 1       | német nagydíj        | Niki Tuuli      | Niki Tuuli      | Niki Tuuli        | Ajo MotoE                  | Niki Tuuli     | 5     | Összefoglaló |
| 2       | osztrák nagydíj      | Mike di Meglio  | Mike di Meglio  | Mike di Meglio    | EG 0,0 Marc VDS            | Mike di Meglio | 5     | Összefoglaló |
| 3       | san Marinó-i nagydíj | Alex de Angelis | Matteo Ferrari  | Matteo Ferrari    | Trentino Gresini MotoE     | Mike di Meglio | 1     | Összefoglaló |
| 4       | san Marinó-i nagydíj | Alex de Angelis | Héctor Garzó    | Matteo Ferrari    | Trentino Gresini MotoE     | Matteo Ferrari | 19    | Összefoglaló |
| 5       | valenciai nagydíj    | Eric Granado    | Eric Granado    | Eric Granado      | Avintia Esponsorama Racing | Matteo Ferrari | 20    | Összefoglaló |
| 6       | valenciai nagydíj    | Eric Granado    | Eric Granado    | Eric Granado      | Avintia Esponsorama Racing | Matteo Ferrari | 11    | Összefoglaló |

## A bajnokság állása

### Versenyzők
| Helyezés | 1. | 2. | 3. | 4. | 5. | 6. | 7. | 8. | 9. | 10. | 11. | 12. | 13. | 14. | 15. |
| Pont     | 25 | 20 | 16 | 13 | 11 | 10 | 9  | 8  | 7  | 6   | 5   | 4   | 3   | 2   | 1   |

| Poz. | Versenyző        | GER | AUT | RSM | RSM | VAL | VAL | Pont |
| ---- | ---------------- | --- | --- | --- | --- | --- | --- | ---- |
| 1    | Matteo Ferrari   | 5   | 5   | 1   | 1   | 3   | 5   | 99   |
| 2    | Bradley Smith    | 2   | 3   | 12  | 8   | 2   | 2   | 88   |
| 3    | Eric Granado     | 8   | 17  | 13  | 6   | 1   | 1   | 71   |
| 4    | Héctor Garzó     | 4   | Ki  | 2   | 2   | DSQ | 3   | 69   |
| 5    | Mike di Meglio   | 3   | 1   | Ki  | 10  | 10  | 6   | 63   |
| 6    | Xavier Siméon    | 10  | 2   | 3   | Ki  | 4   | Ki  | 58   |
| 7    | Alex de Angelis  | 6   | 4   | Ki  | Ki  | 5   | 4   | 47   |
| 8    | Jesko Raffin     | 13  | 9   | 4   | 7   | 7   | 10  | 47   |
| 9    | Niccolò Canepa   | 12  | 8   | 5   | 4   | 6   | Ki  | 46   |
| 10   | Mattia Casadei   | 11  | 13  | Ki  | 3   | 9   | 8   | 39   |
| 11   | Sete Gibernau    | 9   | 6   | 9   | Ki  | 11  | 7   | 38   |
| 12   | Nicolás Terol    | 10  | 14  | 8   | 9   | 13  | 9   | 33   |
| 13   | Joshua Hook      | 15  | 7   | 10  | 12  | 8   | Ki  | 28   |
| 14   | María Herrera    | 16  | 16  | 6   | 5   | 14  | 12  | 27   |
| 15   | Niki Tuuli       | 1   | 15  | Ki  | ni  |     |     | 26   |
| 16   | Lorenzo Savadori | Ki  | 10  | 7   | 11  | 15  | 13  | 24   |
| 17   | Randy de Puniet  | 17  | 12  | 11  | 13  | 12  | 11  | 21   |
| 18   | Kenny Foray      | 14  | 11  | Ki  | 14  | 16  | 14  | 11   |
|      | Lucas Mahias     |     |     |     |     | ni  | ni  | 0    |
| Poz. | Versenyző        | GER | AUT | RSM | RSM | VAL | VAL | Pont |

| Szín       | Eredmény                                          |
| ---------- | ------------------------------------------------- |
| Arany      | Győztes                                           |
| Ezüst      | 2. helyezett                                      |
| Bronz      | 3. helyezett                                      |
| Zöld       | Pontot szerzett                                   |
| Kék        | Pont nélkül vagy helyezetlenül ért célba (nc, hn) |
| Lila       | Nem ért célba (ret, ki)                           |
| Piros      | Nem kvalifikálta magát (dnq, nk)                  |
| Piros      | Nem előkvalifikálta magát (dnpq, nek)             |
| Fekete     | Diszkvalifikálták (dsq, kiz)                      |
| Szürke     | Eltiltott, más pilóta versenyzett helyette (et)   |
| Fehér      | Nem indult (dns, ni)                              |
| Világoskék | Pénteki tesztpilóta (td, tp)                      |
| Üres       | Visszalépett (vi)                                 |
| Üres       | Nem gyakorolt (dnp, ne)                           |
| Üres       | Beteg vagy sérült volt (inj, bet, sér, EÜ)        |
| Üres       | Kizárt (ex, kiz)                                  |
| Üres       | Nem érkezett meg (dna, nj)                        |
| Üres       | Törölt futam (T)                                  |

### Csapatok
| Poz. | Csapat                      | #  | GER | AUT | RSM | RSM | VAL | VAL | Pont |
| ---- | --------------------------- | -- | --- | --- | --- | --- | --- | --- | ---- |
| 1    | Avintia Esponsorama Racing  | 10 | 7   | 2   | 3   | Ki  | 4   | Ki  | 129  |
| 1    | Avintia Esponsorama Racing  | 51 | 8   | 17  | 13  | 6   | 1   | 1   | 129  |
| 2    | Trentino Gresini MotoE      | 11 | 5   | 5   | 1   | 1   | 3   | 5   | 123  |
| 2    | Trentino Gresini MotoE      | 32 | Ki  | 10  | 7   | 11  | 15  | 13  | 123  |
| 3    | One Energy Racing           | 38 | 2   | 3   | 12  | 8   | 2   | 2   | 88   |
| 4    | Tech3 E-Racing              | 4  | 4   | Ki  | 2   | 2   | DSQ | 3   | 80   |
| 4    | Tech3 E-Racing              | 78 | 14  | 11  | Ki  | 14  | 16  | 14  | 80   |
| 5    | Octo Pramac MotoE           | 5  | 6   | 4   | Ki  | Ki  | 5   | 4   | 75   |
| 5    | Octo Pramac MotoE           | 16 | 15  | 7   | 10  | 12  | 8   | Ki  | 75   |
| 6    | LCR E-Team                  | 7  | 12  | 8   | 5   | 4   | 6   | Ki  | 67   |
| 6    | LCR E-Team                  | 14 | 17  | 12  | 11  | 13  | 12  | 11  | 67   |
| 7    | EG 0,0 Marc VDS             | 63 | 3   | 1   | Ki  | 10  | 10  | 6   | 63   |
| 8    | Openbank Ángel Nieto Team   | 6  | 16  | 16  | 6   | 5   | 14  | 12  | 60   |
| 8    | Openbank Ángel Nieto Team   | 18 | 10  | 14  | 8   | 9   | 13  | 9   | 60   |
| 9    | Dynavolt Intact GP          | 2  | 13  | 9   | 4   | 7   | 7   | 10  | 47   |
| 10   | Ongetta SIC58 Squadra Corse | 27 | 11  | 13  | Ki  | 3   | 9   | 8   | 39   |
| 11   | Join Contract Pons 40       | 15 | 9   | 6   | 9   | Ki  | 11  | 7   | 38   |
| 12   | Ajo MotoE                   | 44 |     |     |     |     | ni  | ni  | 26   |
| 12   | Ajo MotoE                   | 66 | 1   | 15  | Ki  | ni  |     |     | 26   |
| Poz. | Csapat                      | #  | GER | AUT | RSM | RSM | VAL | VAL | Pont |